# فریال عبدالعزیز
فریال اشرف عبدالعزیز (زاده ۱۶ فوریه ۱۹۹۹) یک کاراته‌کا و اولین بانوی مصری است که توانسته است در مسابقات المپیک مدال طلا به دست بیاورد. او موفق شد در مبارزات کاراته در بازی‌های المپیک تابستانی ۲۰۲۰ – ۶۱+ کیلوگرم زنان قهرمان شود.

## درخشش دربازی‌های المپیک تابستانی ۲۰۲۰
فریال عبدالعزیز در مسابقات المپیک تابستانی ۲۰۲۰ در توکیوی ژاپن در حالیکه تنها ۲۲ سال داشت، توانست همه حریفان خود را شکست دهد. او در یک مسابقه پر کش و قوس در بازی فینال، ایرینا زارتسکا از کشور آذربایجان را با نتیجه ۲ بر صفر مغلوب کرد تا به مدال طلا برسد. این مدال طلا، اولین مدال طلای المپیک برای کشور مصر از سال ۲۰۰۴ و اولین مدای طلای المپیک برای زنان در طول تاریخ ورزشی مصر به حساب می‌آید و در کشور مصر به واقعه ای مهم و شادی جمعی تبدیل شد.